# 세이코홀딩스

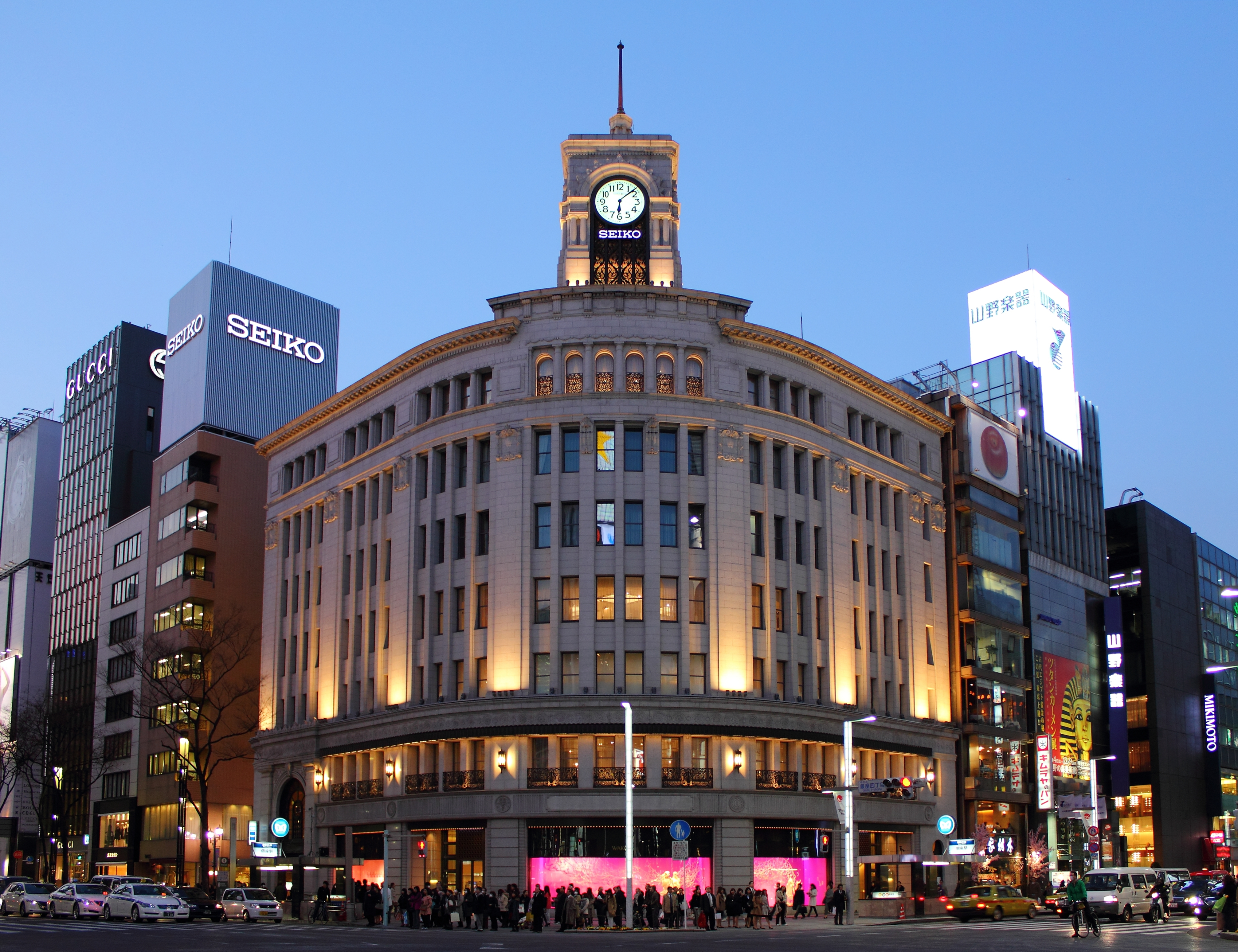
긴자 와코(구 핫토리 시계점, 등기상에는 세이코 홀딩스의 본점)

세이코홀딩스 주식회사(일본어: セイコーホールディングス株式会社, 영어: Seiko Holdings Corporation)는 도쿄도 미나토구에 본사를 두고 있는 세이코 그룹의 중심 회사이다. 브랜드명은 ‘SEIKO’와 세컨드 라인으로서 ‘ALBA’를 사용한다.

## 개요
일본 최초의 손목 시계, 세계 최초의 쿼츠 시계를 제품화하여 현재에도 시계와 관련해서 유명할 뿐만 아니라 올림픽 등 세계 대회에서 공식 스폰서, 공식 타이머로서 자주 참가하고 있다. 닛폰 TV 개국일인 1953년 8월 28일에 전신 회사인 당시의 세이코샤가 일본 최초의 텔레비전 광고인 정오의 시보를 방영하였다. 이후 1956년부터 1989년까지 민영 방송사 여러 채널 동시를 가는 해 오는 해(ゆく年くる年)의 메인 스폰서를 제공했다.
전전·전후부터 고라쿠엔 구장(1937년 ~ 1987년) , 도쿄 돔(1988년 ~ ), 메이지 진구 야구장(1980년 ~ )과 구장의 스폰서가 된 것을 계기로 스포츠 경기장의 타이머로도 제작하고 있다. 창업 이래 지속적으로 스포츠 관련 행사에 계시 지원을 하고 있는데 세계적으로 계시 지원은 공동 출자한 별도의 회사에 자사 브랜드의 간판을 걸게 하면서 지원시키는 방식(스위스 시계 회사 출자의 스위스타이밍사 등)이 보급돼 있지만 세이코는 그룹 내의 부서에 지원시키고 기술 개발도 추진하는 스타일을 유지하고 있다.
더욱이 세이코 그룹의 광고·카탈로그에 게재되는 시계가 나타내는 시각은 아날로그식이 10시 8분 42초, 디지털식이 10시 8분 59초를 기준으로 하고 있다.
과거 한국에서는 삼성항공(현 SWC)과 손잡고 세이코 시계를 한국에 라이선스 형태로 판매한 바 있었다. 1980년대 당시 TV 광고나 시보 광고 등을 보면 삼성시계에 세이코를 홍보하는 경우가 많이 있는 것으로 전해졌다.

## 연혁
- 1881년 12월: 핫토리 긴타로가 수입 시계를 판매하는 핫토리 시계점을 창업, 중고 시계를 매입해서 수선하여 판매하기 시작하는 사업을 시작.
- 1892년 3월: 시계 공장인 세이코샤를 설립, 국산 시계 제조를 시작하여 세이코샤에서 제조한 국산 시계 판매를 핫토리 시계점에서 시작됨.
- 1896년: 동사 첫 회중 시계인 ‘타임 키퍼 20형’(タイムキーパー20型)을 발매(발매를 1894년, 또는 1895년으로 하는 이설도 있음)
- 1917년 10월 29일: 회사 조직으로 바꾸면서 자본금 500만 엔의 ‘주식회사 핫토리 시계점’(영어: K. Hattori & Co., Ltd.)으로 설립.
- 1937년 9월: 공장 세이코샤의 시계 부문이 분리되면서 ‘주식회사 다이니 세이코샤’(株式会社第二精工舎, 현재의 세이코 인스트루먼트 주식회사)가 설립됨.
- 1947년 4월: 소매 부문을 분리하여 주식회사 와코를 설립.
- 1949년 5월: 도쿄 증권거래소에 상장됨.
- 1959년 5월: 주식회사 다이니 세이코샤의 스와 공장이 분리되면서 ‘주식회사 스와세이코샤’(株式会社諏訪精工舎, 현재의 세이코 엡손 주식회사)가 설립됨.
- 1964년 10월: 도쿄 올림픽 공식 타임키퍼.
- 1969년 12월: 세계 최초의 아날로그 쿼츠 시계인 ‘아스트론 35 SQ’[1](세이코 엡손제)를 발매.
- 1972년 2월: 삿포로 동계 올림픽 공식 타임키퍼.
- 1983년 8월: 회사명을 ‘주식회사 핫토리 세이코’(株式会社服部セイコー, 영어: Hattori Seiko Co., Ltd)로 변경.
- 1990년: 영문 회사명을 ‘Seiko Corporation’로 변경.
- 1992년 7월: 바르셀로나 올림픽 공식 타임키퍼.
- 1994년 2월: 릴레함메르 올림픽 공식 타임키퍼.
- 1997년 7월: 회사명을 ‘세이코 주식회사’(セイコー株式会社)로 변경.
- 1998년 2월: 나가노 동계 올림픽 공식 타임키퍼.
- 2001년 7월: ‘세이코 워치 주식회사’를 설립하여 시계 사업을 분사, 지주회사가 됨. 사업 자회사인 ‘세이코 워치’, ‘세이코 클락’, ‘세이코 프리시전’, ‘세이코 옵티컬 프로덕츠’등을 총괄하고 있음.
- 2002년 2월: 솔트레이크시티 동계 올림픽 공식 타임키퍼.
- 2007년 7월: 회사명을 ‘세이코홀딩스 주식회사’(영어: Seiko Holdings Corporation)로 변경.
- 2009년 10월 1일: 세이코 인스트루먼트를 완전 자회사화.
- 2012년 6월: 세이코 스포츠 라이프의 골프 사업(S-YARD) 및 전기 면도기(교체면도날을 포함) 사업을 각각 중국 다이렉트링크(중국계 기업) 및 이즈미 정기 제작소에 사업을 양도.

## 세이코 그룹

### 그룹 개요
세이코홀딩스는 세이코 인스트루먼트 주식회사(SII), 세이코 엡손 주식회사(EPSON)와 함께 세이코 그룹 핵심 3사로 불리고 있다. 핵심 3사와 그 자회사가 손목 시계 사업을 중심으로 협력 관계에 있어 세이코 그룹을 구성한다. 세이코 인스트루먼트와 세이코 엡손은 핫토리 시계점(현재의 세이코홀딩스)의 제조 부문이었던 세이코샤를 원류로 한다. 양 회사는 핫토리가가 대주주로 돼 있었지만 세이코홀딩스와의 직접적인 자본 관계는 엷어 세이코홀딩스의 자회사는 아니었다. 이른바 ‘형제 기업’이었다.
세이코홀딩스는 핫토리 시계점 시절부터 손목 시계의 개발·설계·제조를 세이코 인스트루먼트(SII, 구 세이코 전자공업(다이니 세이코샤))와 세이코 엡손(EPSON, 구 스와세이코샤)에 위탁하고 있어서 가게(판매 영업 부문)와 공장(제조 개발 부문)이라는 관계였다.
세이코 인스트루먼트 주식회사
전자 디바이스, 정보·통신 기기, 전자 사전 등
현재에도 세이코 인스트루먼트는 일본 국내 및 해외 자회사(모리오카 세이코 공업 등)에서 세이코 시계를 위한 손목 시계의 일관생산 및 재료·부품의 제조를 하고 있다. 오랫동안 핫토리가를 대주주로 하는 비상장 기업이었지만 2009년 10월 1일에 세이코홀딩스의 완전 자회사, 세이코홀딩스 그룹(SHD 그룹)의 일원이 됐다.
세이코 엡손 주식회사
프린터 등 전자 디바이스(2005년 3월 31일 기준으로, 세이코 홀딩스의 출자는 3.12%)
일반적으로 ‘EPSON’이라 불리고 있지만 전신인 ‘다이니 세이코샤’와 ‘스와세이코샤’ 시절부터의 흐름으로 지금도 ‘세이코’라고 부르고 있다. 그 예전에는 본사(나가노현 스와시) 빌딩에 ‘EPSON’이라는 로고와 ‘SEIKO’라는 로고가 들어있었지만 수 년 전에 ‘SEIKO’가 분리됐다. 일부 공장에는 ‘SEIKO’의 로고가 남아 있다. 현재도 ‘EPSON’은 세이코 시계를 위한 손목 시계의 개발과 제조를 하고 있다. 전자기기·정보 관련 기기 회사로서 발전을 이루고 있어서 매출액이나 주식시가총액 등 기업 규모는 세이코홀딩스의 10배 가까이 된다. 2003년의 주식 공개(도쿄 증권거래소 상장) 후에도 핫토리가의 개인 및 자산 관리 회사가 동사의 대주주이며 경영에 대해서는 일정한 영향력을 갖고 있다. 2011년도까지 동사의 부회장 자리에는 핫토리가 출신이 있었다.

### 사업 자회사(SHD 그룹)
세이코홀딩스 주식회사는 2001년부터 지주회사제로 이행하고 있어서 각 사업은 사업 자회사가 하고 있다.
- 시계 사업(손목 시계): 세이코 워치 주식회사(손목 시계의 마케팅), 세이코 인스트루먼트 주식회사(구 다이니 세이코샤, 손목시계 완성품 및 무브먼트 제조), 세이코 네크스테이지 주식회사(ALBA 브랜드 및 저명 브랜드의 라이센스 시계의 기획·판매), 세이코 서비스 센터 주식회사(손목 시계의 수리·부품 판매), 주식회사 크로노스(시계·보석 장식·안경의 소매)
- 클락 사업(탁상시계): 세이코 클락 주식회사(구 세이코샤)
- 전자 부품 등 사업: 세이코 프리시전 주식회사(구 세이코샤, 전자 디바이스, 프린터 등), 세이코 NPC 주식회사(반도체), 세이코 인스트루먼트 주식회사(메카트로닉스, 전자 디바이스, 정보 시스템 기기, 과학 기기 등), 세이코 솔루션즈 주식회사
- 안경 사업: 세이코 옵티컬 프로덕츠 주식회사

세이코 그룹과 펜탁스 그룹의 안경 렌즈 판매 사업을 통합, 2004년 1월 1일 설립. SEIKO 및 PENTAX의 양 브랜드를 활용한 상품 전개를 하고 있음.
- 그 외의 사업: 주식회사 와코(고급 장식품 등의 소매), 세이코 타임시스템 주식회사(설비 시계, 스포츠 계시 계측 기기 등), 주식회사 오하라(광학 유리, 도쿄 증권거래소 1부 5218, 지분법 적용 관련 회사, 세이코홀딩스가 41.11%의 의결권을 소유), 교바시 기업 주식회사(부동산 임대, 유가증권의 소유·관리), 주식회사 시라카와 부동산(부동산 임대, 유가증권의 소유·관리), 휴먼캐피털 주식회사(SHD 그룹 각사에 대한 사무대행 서비스와 인재 파견)

### 경영
창업 초에는 핫토리 일가족에 의한 가업 경영을 해왔다. 세이코 창업자는 핫토리 시계점을 일으킨 핫토리 긴타로이며, 시계 제조의 세이코샤도 창업했다. 장남인 겐조가 2대째 사장으로 회중 시계나 손목 시계를 제조하는 별도 회사인 다이니 세이코샤를 설립했고 차남 인 쇼지가 3대째 사장을 맡았고 4대째 사장으론 겐조의 장남 겐타로, 5대째 사장은 차남 레이지로가 부임했다.
6대째 사장은 요시무라 시로이며, 핫토리 일가 친척 외의 사람이 사장으로 취임했다. 7대째는 세키모토 마사히로, 8대째는 이노우에 주시치, 9대째는 무라노 고이치이다.
2006년, 전자 부품 회사인 세이코 인스트루먼트의 회장 겸 사장 대행을 맡고 있던 핫토리 준이치(겐타로의 장남)가 이사회의 긴급동의에서 해임됐다.
2010년까지 노동조합 조사 등에서 명예회장인 레이지로와 이사인 우노우라가 와코 본관 주변에 새로이 가게를 내는 ‘와코 스퀘어 구상’을 단독으로 추진하기 위해 고액의 부동산을 취득했다는 사실이 드러났다. 이를 배임으로 간주한 노조는 경영진에 대한 주주대표소송 절차에 들어갔다. 경영진도 실태를 조사해 사외이사인 하라다 아키오(검사총장 겸임)가 ‘형사사건, 민사사건이 될 수도 있다’고 판단, 2010년 4월 30일에 소집한 이사회에서 긴급 동의를 발동했다. 그 자리에서 레이지로, 우노우라를 와코의 보직에서 해임하는 것과 동시에 ‘두 사람의 전횡을 막지 못했다’라는 이유로 무라노 고이치를 세이코홀딩스 회장 겸 사장의 직책에서 해임시켰다. 후임에는 부사장이던 핫토리 신지가 승격됐고 무라노의 해임과 자신의 새 사장 취임을 직접 발표했다. 이에 대해 산케이 신문은 “오너 일가족에 의한 회사의 사물화가 상장 기업으로서의 기업 통치(거버넌스)를 마비시켰다”고 보도했다. 노동조합 ‘세이코 그룹 유니온’에 대해 힘희롱나 좌천된 인사의 신고가 있어서 조합장인 나카무라 쇼조는 “퇴직이나 우울증에 걸린 피해자는 보고된 것만으로 50명을 넘는다”고 말했다.

## 역대 사장
| 대수   | 성명              | 재임 기간       | 출신 학교                                 | 비고 |
| ------ | ----------------- | --------------- | ----------------------------------------- | --- |
| 초대   | 핫토리 긴타로     | 1881년 ~ 1934년 | 세이운도                                  | 창업자, 귀족원 칙선 의원 |
| 제2대  | 핫토리 겐조       | 1934년 ~ 1946년 | 도쿄 고등상업학교(현재의 히토쓰바시 대학) | 창업자 긴타로의 장남 |
| 제3대  | 핫토리 쇼지       | 1946년 ~ 1974년 | 게이오기주쿠 대학 경제학부                | 창업자 긴타로의 차남, 게이단렌 이사·남수포장 수상 |
| 제4대  | 핫토리 겐타로     | 1974년          | 게이오기주쿠 대학 경제학부                | 2대째 사장 겐조의 장남 경제사학자, 1950 ~ 1951년 게이오기주쿠 대학 경제학부 조수, 1951 ~ 1953년 게이오기주쿠 대학 경제학부 조교수 사장직에서 퇴임한 후에는 이사회장(1987년에 사망할 때까지) |
| 제5대  | 핫토리 레이지로   | 1974년 ~ 1987년 | 게이오기주쿠 대학 경제학부                | 2대째 사장 겐조의 차남, 사장 퇴임 후 제9대째까지 회장. 10대째부터 명예회장(2013년에 사망할 때까지)                                                                                          |
| 제6대  | 요시무라 시로     | 1987년 ~ 1991년 | 게이오기주쿠 대학 경제학부                | - |
| 제7대  | 세키모토 마사히로 | 1991년 ~ 1999년 | 게이오기주쿠 대학 법학부                  | - |
| 제8대  | 이노우에 주시치   | 1999년 ~ 2001년 | 게이오기주쿠 대학 경제학부                | - |
| 제9대  | 무라노 고이치     | 2001년 ~ 2010년 | 게이오기주쿠 대학 경제학부                | - |
| 제10대 | 핫토리 신지       | 2010년 ~ 2012년 | 게이오기주쿠 대학 경제학부                | 4대째 사장 겐타로의 차남이며 5대째 사장 레이지로의 양자. 2012년 10월 1일부터 대표이사 회장 겸 그룹 CEO                                                                                      |
| 제11대 | 나카무라 요시노부 | 2012년 ~        | 게이오기주쿠 대학 공학부                  | - |

## 주요 제품·브랜드

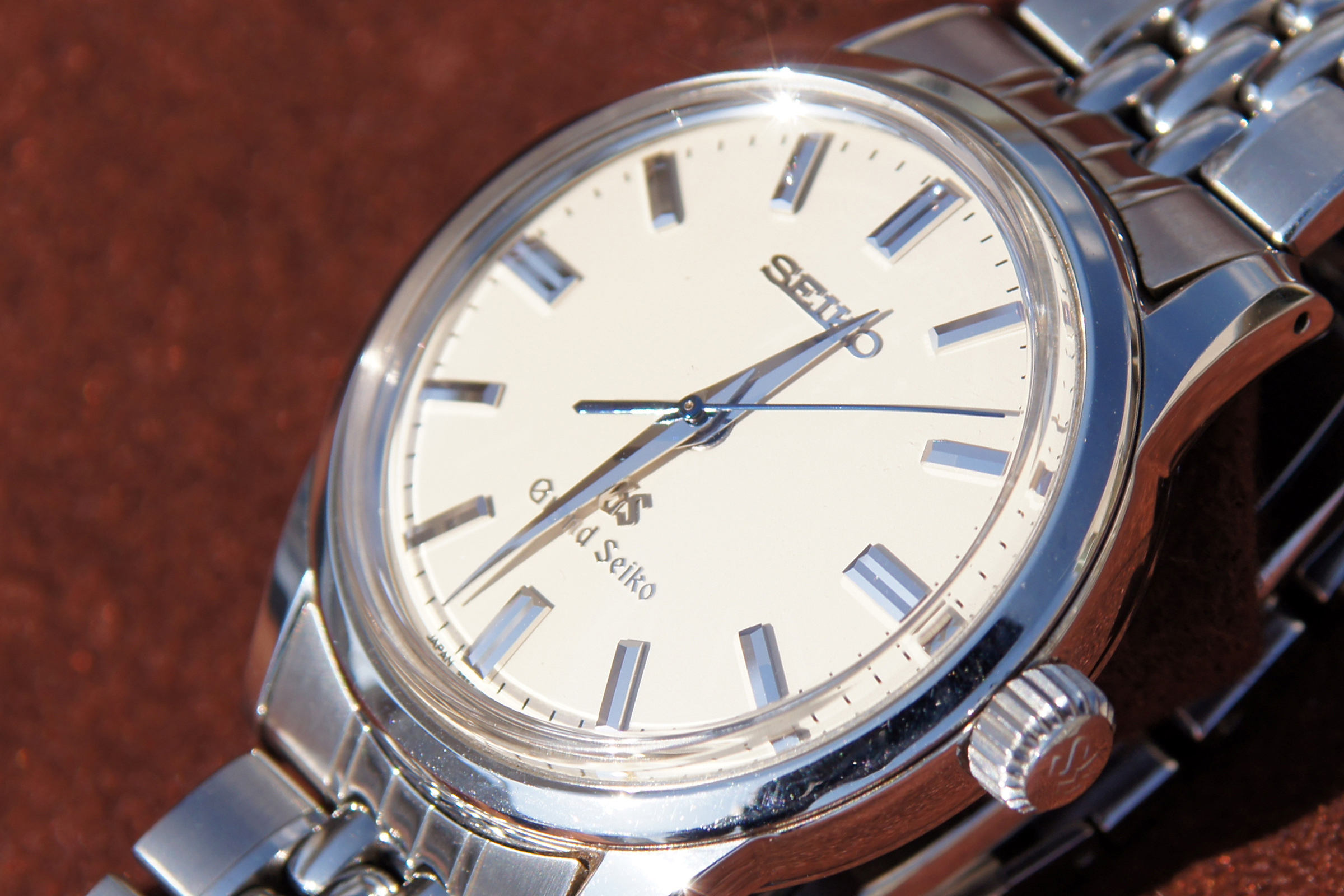
그랜드 세이코 SBGW005
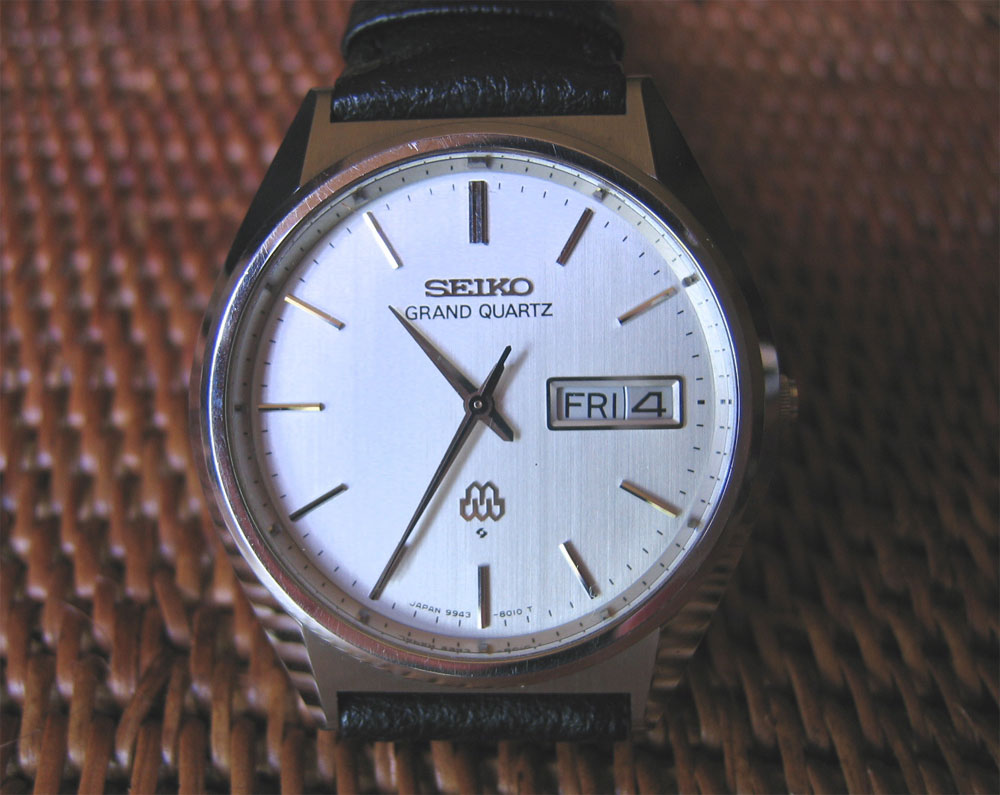
세이코 그랜드 쿼츠
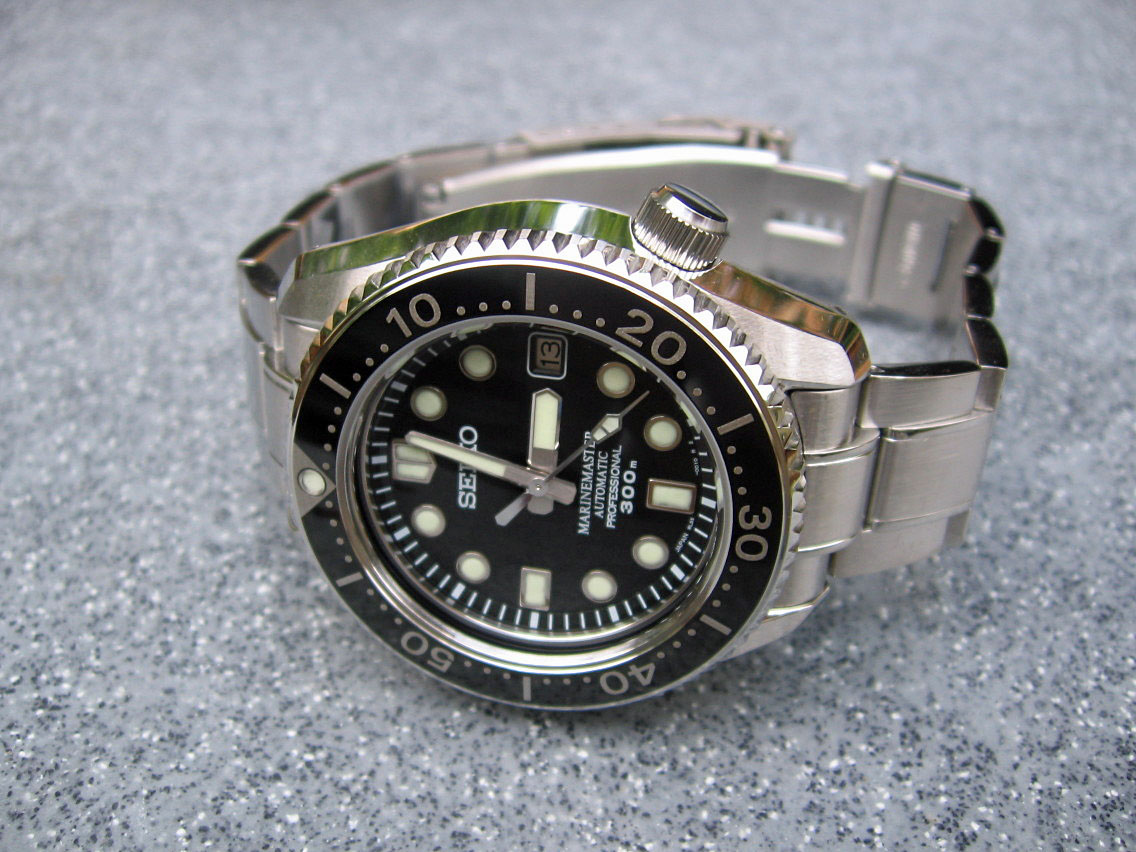
마린 마스터 SBDX001

- 그랜드 세이코
- 세이코 파이브
- SEIKO Presage
- SEIKO Mechanical
- 세이코 프로스펙스
- 세이코 스펙트럼
- 세이코 로렐(판매 종료)
- 킹 세이코(판매 종료)

## CM

### 일본 최초의 라디오 CM(시보)
일본 최초의 라디오 CM(시보)은 당시 세이코샤의 오전 7시의 시보였다. 1951년 9월 1일에 본 방송 개시 직후인 주부닛폰 방송(현재의 CBC 라디오)에서 방송됐다. 이 내용은 세이코샤로부터 주부닛폰 방송에 제공된 시계의 예보 음악(‘친카라콘카라’라는 리드미컬한 음악)에 이어서 통지음이 울려 ‘세이코샤의 시계가 지금 7시를 알려드립니다’라는 내용이다.

### 일본 최초의 텔레비전 CM
일본 최초의 텔레비전 CM도 당시 세이코샤의 시보였으며, 1953년 8월 28일에 본방송 개시 당일의 닛폰 TV에 방영됐다. 당시 방송 관계자의 증언에 의하면 방송 관련 기자재를 조작하는데 익숙치 않았기 때문에 필름이 뒤집혀져 있어서 소리가 전혀 나오질 않았고 소리가 없는 상태에서 30초간 방송됐다(이른바 방송 사고). 당시 필름의 경우 영상의 옆에 소리를 재생하기 위한 사운드트랙이 있어서 필름이 역방향으로 되면 소리가 재생되지 않았다. 더욱이 시보음은 필름과 관계없이 삽입됐기 때문에 정확하게 나왔다.
이 방송 사고에 대해서는 ‘3초간 방송이 중지됐다’라는 것이 정설로 되어 있었지만 사실과 다르다. 또한 같은 날 오후 7시의 시보는 무사히 방영되면서 이것이 현존하는 일본에서 가장 오래된 텔레비전 CM이다. 이튿날 정오, 텔레비전 CM 제1호가 될 뻔했던 정오의 시보도 무사히 방영됐다.

#### 내용
오후 7시의 시보편
- 오른쪽 상단에 ‘JOAX-TV’, ‘닛폰 TV’라는 글자, 가운데에는 세이코샤의 회사문장과 영문 로고타입이 표시되면서 ‘이곳은 닛폰 TV입니다’라는 여성의 나레이션이 있다. 회사문장과 로고가 ‘세이코샤의 시계’라는 텔롭으로 변한다.
- 닭이 탁상시계의 태엽을 감는 애니메이션이 흘러나온다. 동시에 ‘시계 태엽은 일정한 시각에 조용히 한번 감아 주세요’라는 나레이션이 있다. 태엽을 감은 닭이 시계의 숫자판과 얼굴을 마주하면 문자판이 얼굴로 바뀌고 웃는 얼굴로 나온다.
- 마지막에 시보 멜로디가 흐르면서 ‘세이코샤의 시계가 7시를 알려드립니다’라는 나레이션과 함께 7시를 가리키고 있는 세이코샤의 시계가 서서히 비춰지며(마지막에는 긴자 와코의 시계탑) 끝나게 된다.

정오의 시보편
- 7시 편과 마찬가지로 가운데에 회사문장과 영문 로고타입이 표시되며 ‘이곳은 닛폰 TV입니다’라는 나레이션이 있다. 회사문장과 로고가 ‘시계는 세이코’라는 텔롭으로 바뀐다.
- 라디오 위에 탁상시계가 놓여져 있는 영상이 비춰지면서 ‘시계를 라디오나 텔레비전 위에 놓지맙시다’라는 나레이션이 들어간다.
- 이어서 텔레비전의 내장 부품이 비춰지면서 ‘라디오나 텔레비전은 자기를 띠고 있으므로 시계의 시각이 자기로 인해 정확하지 않는다’는 내용을 실험 영상이나 나레이션으로 해설을 곁들인다.
- 마지막에 시보 멜로디가 흐르면서 ‘세이코샤의 시계가 정오를 알려드립니다’라는 나레이션과 동시에 정오를 가리키고 있는 세이코샤의 자명종 시계를 비추면서 ‘세이코샤의 자명종’의 텔롭으로 끝난다.

## 같이 보기
- 주식회사 와코(긴자 와코) - 세이코홀딩스의 자회사이며 긴자의 시계탑 빌딩에서 유명.
- 고라쿠엔 구장
- 도쿄 돔
- 메이지 진구 야구장